# Stereotipija
Stereotipija je neprekidno, ponavljajuće, ritualno i besmisleno kretanje, stav ili izražavanje tipično za osobe s mentalnom retardacijom, autizmom ili nekom od dijagnoza iz autističnog spektra, tardive dyskinesia i poremećajem stereotipnih kretnji. Stereotipija mogu biti jednostavni pokreti poput drhtanja tijela, ili složeni kao što je stupanje na mjestu, križanja nogu i sl. Kod stereotipije postoji nekoliko hipoteza o uzroku, i nekoliko vrsta terapija.
Stereotipija može biti i naziv za tiskarsku tehniku (vidi: stereotip).